# Liste der Nummer-eins-Country-Alben in den USA (1990)
Dies ist eine Liste der Nummer-eins-Alben in den von Billboard ermittelten Verkaufscharts für Country-Alben in den USA im Jahr 1990. In diesem Jahr gab es sieben Nummer-eins-Alben.

| ← 1989 ← | Liste der Nummer-eins-Country-Alben in den USA | Liste der Nummer-eins-Country-Alben in den USA | Liste der Nummer-eins-Country-Alben in den USA | 1991 →                    |
| \| Zeitraum \| Wo. ges. \| Interpret \| Titel \| Zusätzliche Informationen \| \| (Zeitraum, Wochen auf Platz eins, Interpret, Titel, zusätzliche Informationen) \| \| \| \| \| \| ------------------------------------------------------------------------------ \| -------- \| ----------------- \| --------------------------- \| ------------------------- \| \| 30. Dezember 1989 – 26. Januar 1990 4 Wochen (insgesamt 12) \| 12 \| Randy Travis \| No Holdin' Back[1] \| — \| \| 27. Januar 1990 – 2. März 1990 5 Wochen (insgesamt 11) \| 11 \| Clint Black \| Killin' Time[2] \| — \| \| 3. März 1990 – 4. Mai 1990 9 Wochen (insgesamt 9) \| 9 \| Ricky Van Shelton \| RVS III[3] \| — \| \| 5. Mai 1990 – 13. Juli 1990 10 Wochen (insgesamt 21) \| 21 \| Clint Black \| Killin' Time \| — \| \| 14. Juli 1990 – 3. August 1990 3 Wochen (insgesamt 3) \| 3 \| George Strait \| Livin' It Up[4] \| — \| \| 4. August 1990 – 12. Oktober 1990 10 Wochen (insgesamt 31) \| 31 \| Clint Black \| Killin' Time \| — \| \| 13. Oktober 1990 – 23. November 1990 6 Wochen (insgesamt 6) \| 6 \| Garth Brooks \| No Fences[5] \| — \| \| 24. November 1990 – 30. November 1990 1 Woche (insgesamt 1) \| 1 \| Randy Travis \| Heroes & Friends[6] \| — \| \| 1. Dezember 1990 – 21. Dezember 1990 3 Wochen (insgesamt 9) \| 9 \| Garth Brooks \| No Fences \| — \| \| 22. Dezember 1990 – 28. Dezember 1990 1 Woche (insgesamt 1) \| 1 \| Clint Black \| Put Yourself in My Shoes[7] \| — \| |                                                |                                                |                                                |                           |
| ← 1989 |                                                |                                                |                                                | → 1991 →                  |
| Zeitraum | Wo. ges.                                       | Interpret                                      | Titel                                          | Zusätzliche Informationen |
| (Zeitraum, Wochen auf Platz eins, Interpret, Titel, zusätzliche Informationen) |                                                |                                                |                                                |                           |
| 30. Dezember 1989 – 26. Januar 1990 4 Wochen (insgesamt 12) | 12                                             | Randy Travis                                   | No Holdin' Back                                | —                         |
| 27. Januar 1990 – 2. März 1990 5 Wochen (insgesamt 11) | 11                                             | Clint Black                                    | Killin' Time                                   | —                         |
| 3. März 1990 – 4. Mai 1990 9 Wochen (insgesamt 9) | 9                                              | Ricky Van Shelton                              | RVS III                                        | —                         |
| 5. Mai 1990 – 13. Juli 1990 10 Wochen (insgesamt 21) | 21                                             | Clint Black                                    | Killin' Time                                   | —                         |
| 14. Juli 1990 – 3. August 1990 3 Wochen (insgesamt 3) | 3                                              | George Strait                                  | Livin' It Up                                   | —                         |
| 4. August 1990 – 12. Oktober 1990 10 Wochen (insgesamt 31) | 31                                             | Clint Black                                    | Killin' Time                                   | —                         |
| 13. Oktober 1990 – 23. November 1990 6 Wochen (insgesamt 6) | 6                                              | Garth Brooks                                   | No Fences                                      | —                         |
| 24. November 1990 – 30. November 1990 1 Woche (insgesamt 1) | 1                                              | Randy Travis                                   | Heroes & Friends                               | —                         |
| 1. Dezember 1990 – 21. Dezember 1990 3 Wochen (insgesamt 9) | 9                                              | Garth Brooks                                   | No Fences                                      | —                         |
| 22. Dezember 1990 – 28. Dezember 1990 1 Woche (insgesamt 1) | 1                                              | Clint Black                                    | Put Yourself in My Shoes                       | —                         |